# Rattus morotaiensis
Il ratto di Halmahera (Rattus morotaiensis  Kellogg, 1945) è un roditore della famiglia dei Muridi diffuso nelle Isole Molucche settentrionali.

## Descrizione

### Dimensioni
Roditore di medie dimensioni, con la lunghezza della testa e del corpo tra 155 e 200 mm, la lunghezza della coda tra 185 e 224 mm, la lunghezza del piede tra 31 e 39,5 mm, la lunghezza delle orecchie tra 17 e 18,7 mm e un peso fino a 158 g.

### Aspetto
La pelliccia è notevolmente spinosa. Il colore delle parti superiori è bruno olivastro brizzolato, mentre le parti inferiori sono giallo crema densamente chiazzate di rossiccio sul petto, la gola e il mento. Il dorso delle zampe è marrone. Le dita sono più chiare. La coda è più lunga della testa e del corpo, è leggermente prensile, uniformemente nera e rivestita di 8-10 anelli di scaglie per centimetro. Le femmine hanno due paia di mammelle pettorali e tre paia inguinali.

## Biologia

### Comportamento
È una specie arboricola e un'agile arrampicatrice. Tuttavia passa il giorno al suolo all'interno di tane in giardini vicino alle foreste.

## Distribuzione e habitat
Questa specie è diffusa sulle isole di Morotai, Halmahera e Bacan, nelle Isole Molucche settentrionali.
Vive nelle foreste primarie. Sull'isola di Bacan è stato osservato in piantagioni di cacao.

## Conservazione
La IUCN Red List, considerato l'adattamento e la popolazione numerosa, sebbene l'areale sia limitato, classifica R.morotaiensis come specie a rischio minimo (Least Concern).